# Miss Universo 1976
Miss Universo 1976 foi a 25.ª edição do concurso Miss Universo, realizada em 11 de julho de 1976 no Lee Theatre, em Hong Kong. Candidatas de 72 países e territórios competiram pelo título. No final do evento, a Miss Universo 1975, Anne Marie Pohtamo, da Finlândia, coroou a israelense Rina Messinger como sua sucessora.
A edição marcou os 25 anos do concurso e foi realizada no minusculo Lee Theatre,com a capacidade de 600 pessoas em Causeway Bay, um distrito de Hong Kong, a época um território britânico na costa chinesa. Foi a quarta edição realizada fora dos Estados Unidos e a a primeira realizada Extremo Oriente.Devido a pequena capacidade do teatro,os público presente pagou ingressos com o preço médio de US$ 1 mil..O favoritismo de Rina Messinger forçou a implantação de diversas medidas de segurança como a inspeção de todos os convidados e do público com detectores de metais.

## Evento
A edição contou com um então recorde de participantes, setenta e duas, e desde o início,Messinger,era considerada a grande favorita a coroa. Este favoritismo causou apreensão na imprensa mundial, que percebeu que existia um real risco,caso a representante de Israel ganhasse o concurso.Por sua vez, Messinger, nunca se preocupou com as apreensões e deu o seu máximo durante a competição e conseguiu a primeira vitória de seu país no concurso, que até ali era um dos mais bem sucedidos entre os não-vencedores do concurso, com seis Top 5 e sete Top 15 em quinze anos de participação.
Entre as outras favoritas, estavam as misses Itália, Inglaterra, EUA e Argentina e a popular Miss Paraguai Nidia Cárdenas, que durante um evento de moda no Hilton Hong Kong, surpreendeu a todos parando no meio da passarela e começando a dançar um tango. O Top 12 foi considerado um dos mais consistentes grupos de semifinalistas de toda a história do concurso e incluiu, pela primeira vez desde 1961, as então três representantes do Reino Unido, Miss Inglaterra, Miss Escócia  e Miss País de Gales. Por outro lado, foi a primeira vez desde a criação do concurso em 1952,que a Miss USA foi eliminada antes das semifinalistas. Em 1957, Leona Gage, a Miss EUA daquela edição, foi desclassificada depois de escolhida como semifinalista, após ser descoberto que era casada e mãe.
Ao chegar a etapa final,Messinger,já tinha uma certa vantagem sobre as outras quatro finalistas.Mas,faltava a parte mais importante do concurso,a pergunta final.Ela respondeu uma das perguntas mais capciosas da história do concurso.Pois,um dos jurados havia lhe perguntado sobre qual país ela iria visitar,caso ganhasse o concurso.Ela não pestanejou e respondeu: "um país árabe". Essa resposta natural e espontânea lhe deu a vitória A resposta acabou lhe dando a vitória sobre a Miss Venezuela Judith Uribe e ela se tornou a primeira Miss Universo de Israel, como previsto pelos analistas e suplantando todas as questões políticas envolvidas.
Seu reinado foi cercado de medidas de segurança nunca vistas para uma Miss Universo, desde que começou sua turnê mundial por Bangkok, na Tailândia. Uma de suas declarações à imprensa na época, foi: "Eu não sou um político. Acho que ser Miss Universo pode mostrar ao mundo que Israel tem um outro lado, não apenas o da guerra." Sobre ela, um dos jurados do concurso, o cineasta Roman Polanski, disse que "entrevistar todas as 72 candidatas nas rodadas preliminares foi torturante, exceto pela Miss Israel com quem  foi um prazer conversar".
Além de Polanski, o júri desta edição foi um dos que contaram com o maior número de celebridades internacionais, como as atrizes Britt Ekland e a brasileira Florinda Bolkan, Margareta Arvidsson, Miss Universo 1966 e então uma das mais famosas modelos do mundo e a presidente dele, a bailarina Margot Fonteyn.

## Resultados

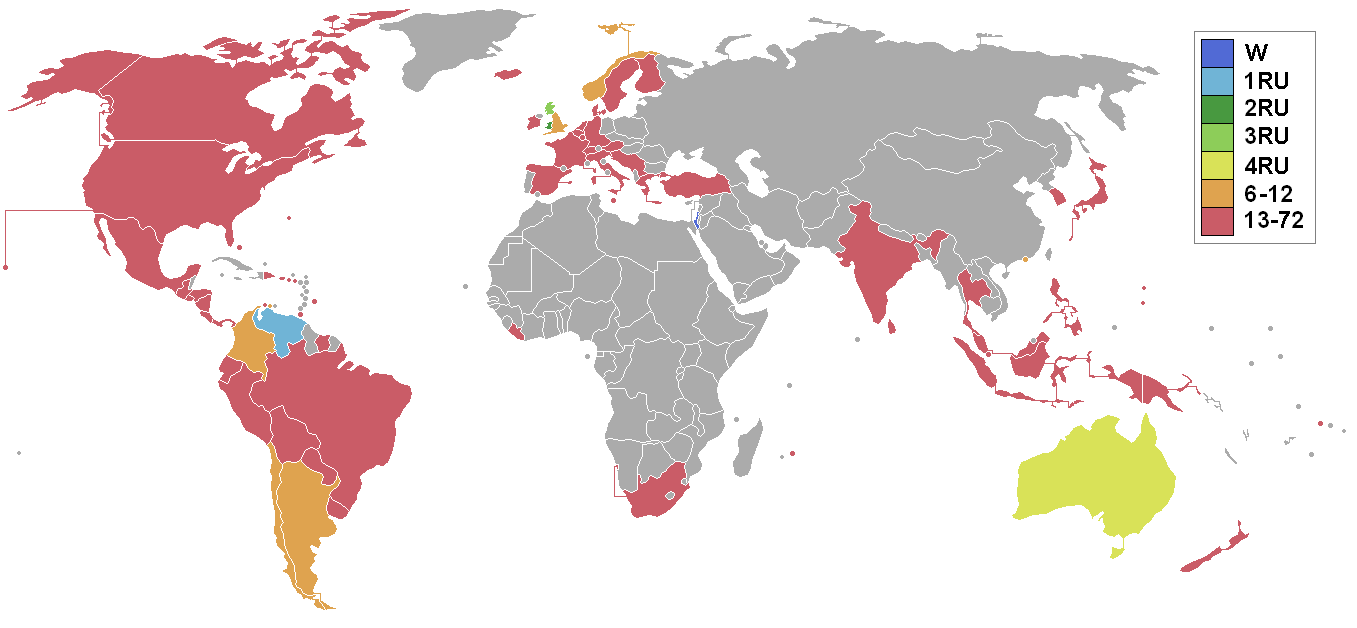
Mapa mostrando os países e territórios que participaram do Miss Universo 1976 e suas colocações finais.

| Colocação          | Candidata |
| ------------------ | --- |
| Miss Universo 1976 | - Israel — Rina Messinger |
| 2.ª colocada       | - Venezuela — Judith Castillo |
| 3.ª colocada       | - País de Gales — Sian Adey |
| 4.ª colocada       | - Escócia — Carol Grant |
| 5.ª colocada       | - Austrália — Julie Ismay |
| Top 12             | - Argentina — Lilian Deasti - Chile — María Elena Sommer - Colômbia — María Elena Reyes - Curaçau — Anneke Dijkhuizen - Hong Kong — Rowena Leung-Wai - Inglaterra — Pauline Davies - Noruega — Bente Lihaug |

### Prêmios especiais

#### Miss Simpatia
- Vencedora:  Trinidad e Tobago — Margaret McFarlane.

#### Miss Fotogenia
- Vencedora:  Inglaterra — Pauline Davies.

#### Melhor Traje Típico
- Vencedora:  Peru — Rocio Mujica.

## Candidatas
Em negrito, a candidata eleita Miss Universo 1976. Em itálico, as semifinalistas.
| - África do Sul - Cynthia Classen - Alemanha - Brigitt Margot Hammer - Argentina - Lilian Noemí Deasti (SF) - Aruba - Cynthia Marlene Bruin - Austrália - Julie Anne Ismay (5°) - Áustria - Heidi-Marie Passian - Bahamas - Sharon Elaine Smith - Barbados - Jewell Sharon Nightingale - Bélgica - Yvette Aelbrecht - Bermudas - Vivienne Anne Hollis - Bolívia - Carolina Elisa Aramayo Esteves - Brasil - Kátia Celestino Moretto - Canadá - Normande Jacques - Chile - María Elena Sommer (SF) - Colômbia - María Elena Reyes (SF) - Coreia do Sul - Chung Gwanghyun - Costa Rica - Silvia Jimenez Pacheco - Curaçao - Anneke Dijkhuizen (SF) - Dinamarca - Brigitte Trolle - El Salvador - Mireya Carolina Calderon Tovar - Equador - Gilda Plaza - Escócia - Carol Jean Grant (4°) - Espanha - Olga Fernández Pérez - Estados Unidos - Barbara Elaine Petersen - Filipinas - Lizabeth de Padua | - Finlândia - Suvi Lukkarinen - França - Monique Uldaric - Grécia - Melina Michailidou - Guam - Pilar Martha Laguana - Guatemala - Blanca Alicia Montenegro - Holanda - Nannette Johanna Nielen - Honduras - Victoria Alejandra Pineda Fortín - Hong Kong - Rowena Lam Leung-Wai (SF) - Ilhas Virgens - Lorraine Patricia Baa - Índia - Naina Balsavar - Indonésia - Juliarti Rahayu - Inglaterra - Pauline Davies (SF, MF) - Irlanda - Elaine Rosemary O'Hara - Islândia - Gudmunda Hulda Johannesdóttir - Israel - Rina Messinger (1°) - Itália - Diana Scapolan - Iugoslávia - Svetlana Radojcic - Japão - Miyako Iwakuni - Libéria - Lorraine Wede Johnson - Luxemburgo - Monique Wilmes - Malásia - Teh-Faridah Ahmad Norizan - Malta - Mary Grace Ciantar - Marianas Setentrionais - Candelaria Flores Borja - Ilhas Maurícias - Marielle Tse-Sik-Sun | - México - Carla Jean Evert Reguera - Nicarágua - Ivannia Navarro Yenic - Noruega - Bente Lihaug (SF) - Nova Zelândia - Janey Kingscote - País de Gales - Sian Adey-Jones (3°) - Panamá - Carolina María Chiari - Papua-Nova Guiné - Eva Regina Arni - Paraguai - Nidia Fatima Cardenas - Peru - Rocio Rita Lazcano Mujica (TT) - Porto Rico - Elizabeth Zayas Ortíz - República Dominicana - Norma Lora - São Martinho - Angela Huggins - Singapura - Linda Tham - Samoa Americana - Taliilani Ellen Letuli - Sri Lanka - Genevieve Bernedette Parsons - Suécia - Caroline Westerberg - Suíça - Isabelle Fischbacher - Suriname - Peggy Vandeleuv - Tailândia - Katareeya Areekul - Trinidad e Tobago - Margaret Elizabeth McFarlane (MS) - Turquia - Manolya Onur - Uruguai - Lelia Luisa Vinas Martinez - Venezuela - Judith Josefina Castillo Uribe (2°) |